# Altkönigschule
Die Altkönigschule ist eine Kooperative Gesamtschule in Kronberg im Taunus mit Hauptschul-, Realschul- und einem Gymnasialzweig mit Oberstufe. Die Schule, die vom Hochtaunuskreis als Schulträger betrieben wird, liegt in der Le-Lavandou-Straße 4. Die Schule ist eine UNESCO-Projektschule. Sie ist nach dem Berg Altkönig benannt.

## Geschichte
1887 wurde eine „Konzessionierte höhere Knaben- und Mädchenschule“ von Karl Balzauweit gegründet. 48 Schüler wurden anfangs unterrichtet. Hierfür wurde ein Schulgeld von 100 Goldmark jährlich verlangt. Ab 1890 wurde der Unterricht im Gasthof „Zum Adler“ erteilt. Das Gebäude steht heute unter Denkmalschutz. Im August 1890 wurde das neue Schulhaus bezogen.
Das heutige Gebäude wurde 1975 als Neubau auf der Heide eröffnet. In den 1980er Jahren hatte die Altkönigschule zeitweise  bis zu 1 800 Schüler. Das Schulgebäude wurde zwischen 2007 und 2012 im Rahmen des Schulbauprogramms des Hochtaunuskreises für 37, 5 Millionen Euro saniert.

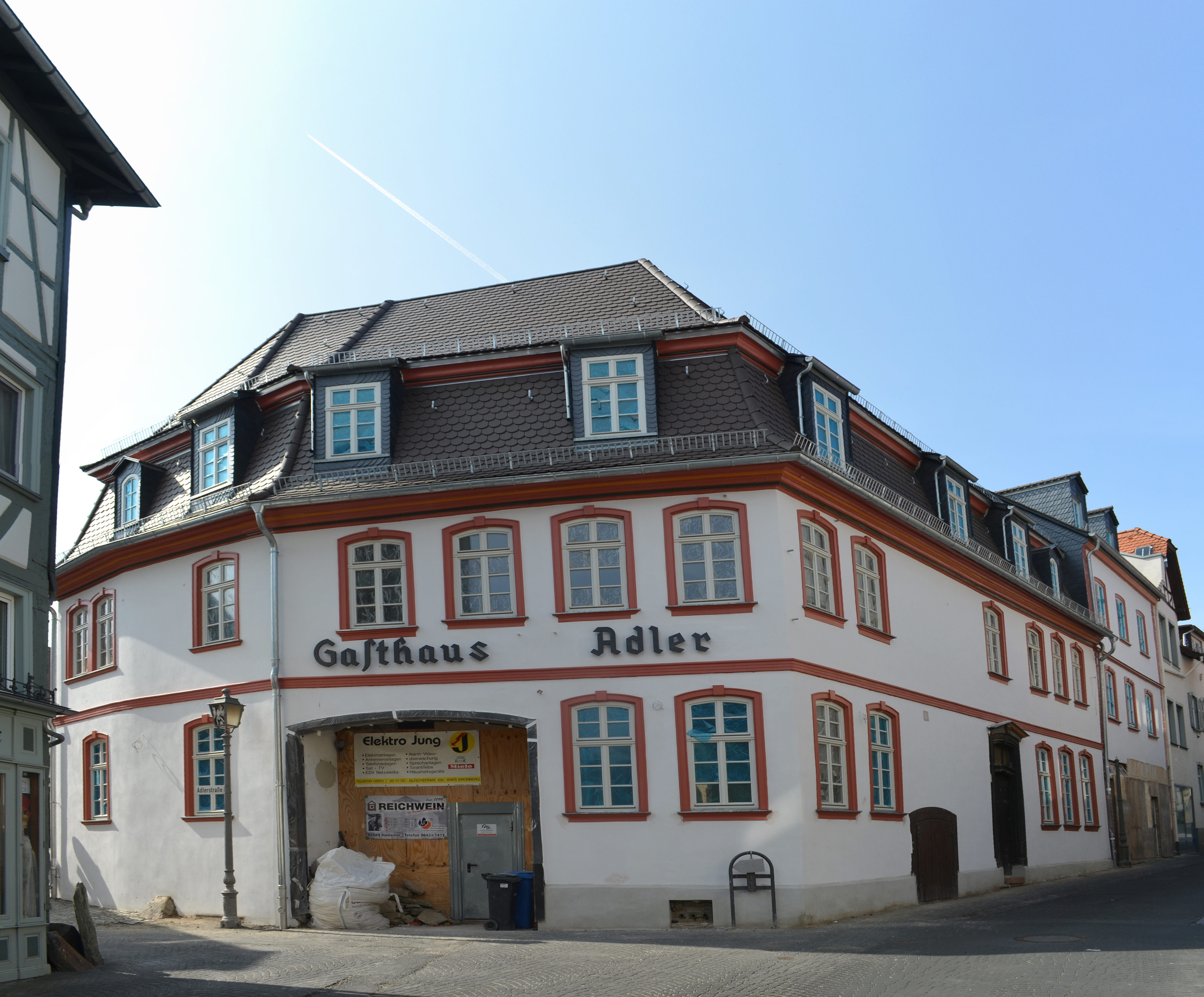
Gasthaus Adler, erste Unterrichtsstätte

## Abischerz 2013
Bundesweites Aufsehen erregte ein misslungener Abistreich im Jahr 2013. Durch einen Leichtschaumgenerator wurde Schaum auf die Schüler gespritzt. Wohl durch ein falsches Mischungsverhältnis führte der Schaum zu körperlichen Reaktionen, es mussten 196 Schüler ins Krankenhaus eingeliefert werden.

## Ehemalige Schüler
- Mathias Geiger (* 1957), Politiker
- Gabriele Rasbach (* 1962), Archäologin
- Bernd Krause (* 1965), Nuklearmediziner
- Stefan Naas (* 1973), Politiker
- Julia Voss (* 1974), Journalistin
- Abla Alaoui (* 1990), Schauspielerin
- Daniel Henrich (* 1991), Fußballspieler

## Ehemalige Lehrer
- Wilhelm Michels, (1904–1988), Pädagoge
- Wolfgang Ronner, (1921–2008), Lehrer und Heimatforscher, Ehrenbürger von Kronberg
- Günther Bechthold, (1926–2018), 1966–1991 Direktor der Altkönigschule